# Lista za pravičen razvoj mestnih četrti in krajevnih skupnosti
Lista za pravičen razvoj mestnih četrti in krajevnih skupnosti (LPR) je slovenska neparlamentarna politična stranka. Predsednik stranke je Stojan Auer. 
Stranka je sodelovala na državnozborskih volitvah v Sloveniji leta 2008.